# Ectatomma tuberculatum
Ectatomma tuberculatum es una especie de hormiga del género Ectatomma, familia Formicidae. Fue descrita científicamente por Olivier en 1792.
Se distribuye por Argentina, Belice, Bolivia, Brasil, Colombia, Costa Rica, Ecuador, Guayana Francesa, Guatemala, Guyana, Honduras, México, Nicaragua, Panamá, Paraguay, Perú, Santa Lucía, Surinam, Trinidad y Tobago y Venezuela. Se ha encontrado a elevaciones de hasta 2600 metros. Habita en bosques húmedos y tropicales.